# Edmund Roche, 5.º Barão Fermoy
Edmund James Burke Roche, 5.º barão Fermoy (20 de março de 1939 – Hungerford, 19 de agosto de 1984) foi um nobre britânico.

## Biografia
Filho de Edmund Burke-Roche, 4.º barão Fermoy, e de sua esposa, Ruth Sylvia Gill, formou-se no Eton College e na Real Academia Militar de Sandhurst.
Roche tornou-se o 5º Barão Fermoy em 1955, quando seu pai morreu. Foi membro eleito do Conselho Distrital de Newbury entre 1976 e 1979 e presidente da Eddington Bindery Ltd, com sede na casa da família Fermoy, perto de Hungerford.
Foi casado com Lavinia Frances Elizabeth Pitman, uma descendente de Sir Isaac Pitman (inventor do sistema Pitman de estenografia). Um de seus filhos, Patrick Burke-Roche, o sucedeu na baronia.

## Conexões com a realeza
O Barão Fermoy e sua família têm conexões estreitas com a família real britânica. Sua mãe era um membro de longa data da casa da rainha Isabel Bowes-Lyon, a rainha Mãe. Sua irmã, Frances, era mãe de Lady Diana Spencer. Como tio materno da noiva, Lord Fermoy participou de seu casamento com o príncipe de Gales em 1981.

## Morte
Depois de sofrer de depressão por um longo período de tempo, Roche cometeu suicídio por tiro em sua casa, Eddington House, em Hungerford, em 19 de agosto de 1984. Ele tinha 45 anos.